# 브라시놀라이드
브라시놀라이드(brassinolide)는 식물 호르몬 중 하나다. 지상부 성장 촉진, 엽신 굴곡 촉진, 부정근 형성 저해, 과실 성장 촉진, 노화 촉진, 각종 장애에 대한 내성 효과, 줄기의 생장에서 특히 옥신의 작용을 돕는 것으로 추측되며 양상추, 강낭콩, 감자 등의 생산량 증가에 효과가 있다. 천연적으로 생산되는 양은 아주 적어 화학 합성을 시도하고 있음.